# William Croft
Pour les articles homonymes, voir Croft.
Œuvres principales
- Recueil Musica Sacra (1724)

William Croft (baptisé le 30 décembre 1678 - 14 août 1727) est un compositeur anglais de l'époque baroque. 

## Biographie
William Croft, né dans le manoir de Nether Ettington dans le Warwickshire, reçoit son instruction à la Chapel Royal sous la direction de John Blow et y reste jusqu'en 1698.
En 1700, il devient organiste de l'église Sainte Anne de Soho. En 1707, il reprend le poste, devenu vacant par la mort de Jeremiah Clarke, de Maître des enfants de la Chapelle royale (où l'un de ses élèves fut le futur compositeur Maurice Greene). L'année suivante, il succède à John Blow comme organiste de l'abbaye de Westminster. 
Il compose, en 1714, la musique jouée pour les funérailles de la reine Ann et, en 1715, celle du couronnement du roi George Ier. 
En 1724, Croft publie le recueil Musica Sacra de musique religieuse. C'est la première fois qu'une telle collection est imprimée sous la forme de partitions. Le Burial Service (Office d'enterrement) inclus dans ce recueil a toujours été, depuis lors, utilisé pour les funérailles officielles. Peu de temps après, sa santé se dégrade et il meurt lors d'un séjour à Bath. 
La musique pour clavier de Croft, pour virginal, épinette et clavecin, a été publiée en deux volumes par Howard Ferguson et Christopher Hogwood en 1974. Deux autres suites furent ajoutées dans l’édition augmentée de 1982.

## Discographie sélective
- Complete Harpsichord Works par Julian Rhodes (2 CD, Ismeron)